# Liste von Leuchttürmen in Griechenland
Die Liste von Leuchttürmen in Griechenland führt Leuchttürme auf dem Festland und den Inseln in Griechenland auf. 

## Liste
| Name             | Region     | Gewässer         | Position                         | Baujahr | Turmhöhe | Feuerhöhe | Kennung     | Bild |
| ---------------- | ---------- | ---------------- | -------------------------------- | ------- | -------- | --------- | ----------- | ---- |
| Agios Nikolaos   | Rhodos     | Ägäisches Meer   | 36° 27′ 4,2″ N, 28° 13′ 40,9″ O  | 1893    | 6 m      | 24 m      | Fl(2)W.12s  |      |
| Ákra Fiskardhon  | Kefallinia | Ionisches Meer   | 38° 27′ 40,1″ N, 20° 34′ 54,7″ O | 1892    | 14 m     | 28 m      | Fl.W.3s     |      |
| Akra Konchi      | Salamis    | Saronischer Golf | 37° 52′ 25,7″ N, 23° 26′ 56,5″ O | 1901    | 12 m     | 34 m      | Fl.W.4s     |      |
| Ákra Síderos     | Korfu      | Ionisches Meer   | 39° 37′ 24,4″ N, 19° 55′ 44,8″ O | 1822    | 8 m      | 78 m      | Fl(2)W.6s   |      |
| Kolpos Chanion   | Kreta      | Kretisches Meer  | 35° 31′ 10,4″ N, 24° 1′ 0″ O     | 1839    | 18 m     | 26 m      | Fl.R.2.5s   |      |
| Nisis Atalandi   | Atalanti   | Saronischer Golf | 37° 56′ 7,5″ N, 23° 34′ 21,1″ O  |         | 5 m      | 8 m       | Fl.WR.1.5s  |      |
| Nisos Psyttalias | Psyttalia  | Saronischer Golf | 37° 56′ 36,5″ N, 23° 35′ 41,2″ O | 1856    | 28 m     | 47 m      | Fl(2).W.15s |      |
| Tourlitis        | Andros     | Ägäisches Meer   | 37° 50′ 35,1″ N, 24° 56′ 47″ O   | 1897    | 7 m      | 19 m      | Fl(2)W.15s  |      |